# کیا استینگر
کیا استینگر (به انگلیسی: Kia Stinger) با یک خودروی لیفت‌بک متوسط ۵ در است که در کلاس فست بک قرار می‌گیرد. تولیدکننده این خودرو، کیا موتورز می‌باشد.
خودروی کیا جی‌تی مفهومی در نمایشگاه بین‌المللی خودروی آلمان ۲۰۱۱ و کیا استینگر جی‌تی۴ در نمایشگاه بین‌المللی خودروی آمریکای شمالی ۲۰۱۴ رونمایی شد.
در بازار کره جنوبی، استینگر با علامت ئی عرضه می‌شود که مخفف عبارت "Engineered by Excellence" (به معنای بهترین مهندسی یا مهندسی توسط برترین‌ها) است.

## بررسی

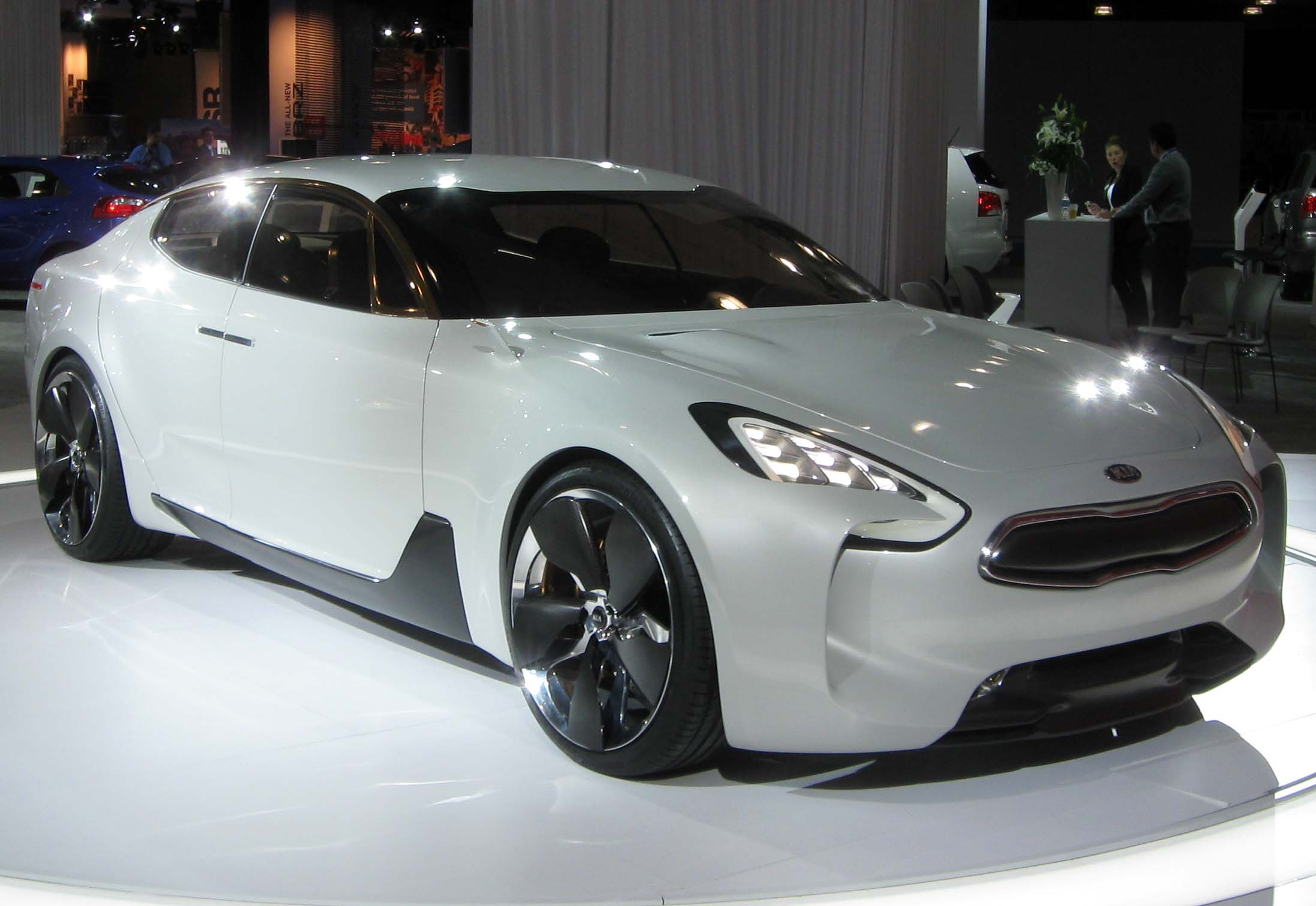
کیا جی‌تی کانسپت ۲۰۱۱

استینگر ریشه‌های خود را به مدل مفهومی جی‌تی از نمایشگاه خودرو فرانکفورت ۲۰۱۱ و کیا جی‌تی۴ استینگر از نمایشگاه بین‌المللی خودرو آمریکای شمالی در سال ۲۰۱۴ برمی‌گرداند. کار طراحی توسط پیتر شرایر و گرگوری گیوم (سرطراح کیا) در استودیوی اروپایی کیا در فرانکفورت رهبری شد و توسط آلبرت بیرمن، معاون سابق مهندسی ب‌ام‌و ام مهندسی شد. این خودرو در نمایشگاه بین‌المللی آمریکای شمالی ۲۰۱۷ رونمایی شد. بیرمن اکنون معاون اجرایی توسعه عملکرد و وسایل نقلیه با عملکرد بالا گروه هیوندای موتور است.
آزمایش ماشین بیش از ۱٬۰۰۰ کیلومتر (۶۲۰ مایل) در پیست بین‌المللی کره و ۱۰٬۰۰۰ کیلومتر (۶٬۲۰۰ مایل) در نوربرگ رینگ نوردشلایف انجام شد.

### عملکرد
استینگر از نسخه کوتاه شده پلت‌فرم موتور جلو-محور عقب نسل دوم هیوندای جنسیس، با تقویت فولادی اضافی استفاده می‌کند و با انتخابی از دو موتور ارائه می‌شود: یک موتور ۲٫۰ لیتری توربوشارژر چهار سیلندر که ۱۸۸ کیلووات (۲۵۵ اسب بخار متری؛ ۲۵۲ اسب بخار) تولید می‌کند؛ و یک موتور وی۶ توربوشارژر دوگانه با حجم ۳٬۳۴۲ سانتی‌متر مکعب (۳٫۳ لیتر؛ ۲۰۳٫۹ اینچ مکعب) که ۲۷۲ کیلووات (۳۷۰ اسب بخار متری؛ ۳۶۵ اسب بخار) قدرت در ۶۰۰۰ دور در دقیقه و ۵۱۰ نیوتن متر (۳۷۶ پوند نیرو-فوت) گشتاور از ۱۳۰۰ تا ۴۵۰۰ دور در دقیقه در نوع AWD تولید می‌کند. برای بازارهای اروپایی و کره‌ای، استینگر با موتور دیزل پایه ۲٫۲ لیتری CRDi آی۴ عرضه می‌شود که ۱۴۹ کیلووات (۲۰۲ اسب بخار متری؛ ۱۹۹ اسب بخار) قدرت تولید می‌کند. انواع جی‌تی مجهز به ترمزهای برمبو و لاستیک‌های میشلن هستند. تنها گیربکس در دسترس یک ۸ سرعته اتوماتیک با پنج حالت رانندگی به همراه پدال شیفتر است.
کیا ادعا می‌کند که شتاب ۱۰۰ کیلومتر بر ساعت (۶۲ مایل بر ساعت) برای موتورهای ۲٫۲ لیتری دیزلی، ۲٫۰ لیتری بنزینی و ۳٫۳ لیتری به ترتیب در ۷٫۷، ۶ و ۴٫۹ ثانیه است. طبق گزارش‌ها، شرایر یک استینگر جی‌تی پیش از تولید را با حداکثر سرعت ۲۶۹ کیلومتر در ساعت (۱۶۷ مایل در ساعت) در شبکه اتوبان‌های آلمان رانندگی کرد.
در طی آزمایشی توسط کار اند درایور، یک جی‌تی ۳٫۳تی چهار چرخ متحرک ایالات متحده با لاستیک‌های میشلن پایلوت اسپورت ۴، در ۴٫۶ ثانیه به شتاب ۰–۶۰ مایل بر ساعت (۰–۹۷ کیلومتر بر ساعت) در پیست رسید، به نیروی جی ۰٫۹۱ در پیست رسید و توانست از سرعت ۷۰ مایل بر ساعت (۱۱۳ کیلومتر بر ساعت) در ۱۶۴ فوت (۵۰ متر) توقف کند. طبق گزارش این نشریه، حداکثر سرعت مدل ایالات متحده در مشخصات کیا ۱۶۷ مایل بر ساعت (۲۶۹ کیلومتر بر ساعت) است. در آزمایش‌های انجام‌شده توسط موتور ترند، استینگر ۲٫۰ محور عقب چهار سیلندر ایالات متحده با تایرهای بریجستون پوتنزا در ۶٫۶ ثانیه به سرعت ۶۰ مایل بر ساعت (۹۷ کیلومتر بر ساعت) رسید، مسافت ۱⁄۴-مایل (۰٫۴-کیلومتر) را در ۱۵ ثانیه پیمود و از ۶۰ مایل بر ساعت (۹۷ کیلومتر بر ساعت) در ۱۲۶ فوت (۳۸ متر) توقف کرد. میانگین شتاب جانبی ثبت شده در تست مسیر ۰٫۸۵ گرم بود.

## فیس‌لیفت
در اوت سال ۲۰۲۰، کیا از استینگر تازه رونمایی کرد که در سه‌ماهه دوم سال ۲۰۲۰ در سراسر جهان و تا پایان سال در کره جنوبی به فروش می‌رسد. در این به‌روزرسانی ظاهر خودرو شامل چراغ‌های جلو و عقب و رینگ خودرو مجدد طراحی شده و صفحه نمایش جدید ۱۰٫۲۵ اینچی و امکانات سرگرمی به آن اضافه شده است.
کیا استینگر در تاریخ ۶ ژانویه ۲۰۲۱ برای بازار بریتانیا به‌روز شد؛ در حالی که مدل آمریکای شمالی در ۱۶ مارس ۲۰۲۱ به‌روز شد، که آن را در کنار کارنیوال به یکی از اولین خودروهایی تبدیل کرد که لوگوی جدید کیا را در منطقه مذکور به همراه داشت. مدل مکزیکی بعداً در ۳ مه ۲۰۲۱ وارد شد و همچنین لوگوی جدید کیا را داشت.

## بازار
در ژوئن ۲۰۱۷، کیا موتورز با مجله جی‌کیو همکاری کرد تا استینگر را به عنوان «استایل آیکون خیابانی» برگزیند.
کیا استینگر جی‌تی در قسمت ۳ فصل ۲ سفر بزرگ بررسی شد. جیمز می در این قسمت به همراه استینگر با دو اسکیت سوار دوربرد در ارتفاعات مایورکا کورس گذاشت. سواری به بالای کوه و دو اسکیت سواران به پائین کوه می‌رفتند.
در تاریخ ۴ فوریه ۲۰۱۸، کیا در زمان مسابقات سوپربول ۵۲ دو تبلیغ مختلف ازکیا استینگر را منتشر کرد. در تبلیغ اول استینگر با رانندگی امرسون فیتیپالدی در یک مسابقه بود. در تبلیغ دوم نیز استیون تایلر خواننده اصلی گروه اروسمیث را نشان می‌دهد که زمانی که در حال راندن خودرو به موسیقی‌های مختلفی گوش می‌دهد ۴۰ سال جوانتر می‌شود.

## ایمنی
یورو ان‌سی‌ای‌پی
نتیجه تست مدل ۲٫۲ لیتری سی‌آردی‌آی در یورو ان‌سی‌ای‌پی:
| نتایج آزمون یورو ان‌سی‌ای‌پی | نتایج آزمون یورو ان‌سی‌ای‌پی | نتایج آزمون یورو ان‌سی‌ای‌پی |
| ------------------------- | ------------------------- | ------------------------- |
| کیا استینگر (۲۰۱۷)        |                           |                           |
| آزمون                     | امتیاز                    | %                         |
| کل:                       | 5/5 ستاره                 | 5/5 ستاره                 |
| سرنشین بالغ:              | ۳۵٫۴                      | ۹۳%                       |
| سرنشین کودک:              | ۳۹٫۷                      | ۸۱%                       |
| عابر پیاده:               | ۳۳٫۰                      | ۷۸%                       |
| کمک ایمنی:                | ۹٫۹                       | ۸۲%                       |

## خدمات پلیسی
در سال ۲۰۱۸، خدمات پلیس کوئینزلند و پلیس تاسمانی استرالیا از کیا استینگر ۳۳۰ اس‌آی به عنوان خودروی پلیس جدید خود و به عنوان جانشین خودروهای فورد فالکون و هولدن کمودور وی‌اف معرفی کرد.
از سال ۲۰۱۹، انواع V6 استینگر توسط واحدهای پلیس SPEED در لهستان مورد استفاده قرار گرفته است. وسایل نقلیه بدون علامت برای نظارت بر ایمنی در جاده‌ها استفاده می‌شود. آنها همچنین به عنوان وسایل نقلیه تعقیب استفاده می‌شود.
در سال ۲۰۲۱، پلیس مرسی ساید شروع به استفاده از استینگر کرد.

## جوایز
- سومین خودرو سال ۲۰۱۸ جهان World Car of the Year
- برنده جایزه بهترین خودرو سال ۲۰۱۸ جهان از نگاه مجله MotorWeek Drivers آمریکا[۳۳]
- جایزه طراحی محصول آی‌اف در زمینه «طراحی وسیله حمل و نقل» سال ۲۰۱۸[۳۴]
- سومین خودرو سال ۲۰۱۸ اروپا
- جایزه رد دات بهترین طراحی در بهترین‌های سال ۲۰۱۸ آلمان[۳۵]

## توقف تولید
در اکتبر سال ۲۰۲۲، کیا قصد داشت تولید استینگر را در آوریل ۲۰۲۳ پایان دهد. دلیل این امر به دلیل کاهش تقاضا در سراسر جهان است که تنها ۱۴۹۹ دستگاه فروخته شده در بازار محلی کره جنوبی، کم‌فروش‌ترین مدل کیا است. کیا با پایان دادن به فروش، طیف خود را ساده می‌کند. محصولاتی که تقاضای کمی دارند، و استراتژی برقی‌سازی کیا با طرح‌هایی، یک سدان کوپه الکتریکی را معرفی کرد.
در دسامبر سال ۲۰۲۲، کیا نسخه Stinger Tribute Edition را به منظور نشان دادن پایان تولید، بر اساس نوع بنزینی ۳٫۳ لیتری توربوشارژ استینگر GT منتشر کرد، این خودرو دارای رنگ بیرونی انحصاری، تودوزی داخلی و مشخصات طراحی است. نسخه Tribute Edition به ۱۰۰۰ واحد در سراسر جهان محدود شده است. ۲۰۰ واحد برای کره و ۸۰۰ واحد در سراسر جهان. نمای بیرونی دارای رنگ مات جدید Moonscape Gray است و چرخ‌های ۱۹ اینچی و ترمزهای برمبو به رنگ مشکی هستند. برای داخل کابین، رکاب‌های شماره‌دار جداگانه، تودوزی چرم قهوه‌ای تراکوتا، روکش فیبر کربن مصنوعی روی پانل‌های درها و داشبورد وجود دارد. آیکون‌های واسپ روی پشتی صندلی‌ها تعبیه شده‌اند.

## مشخصات

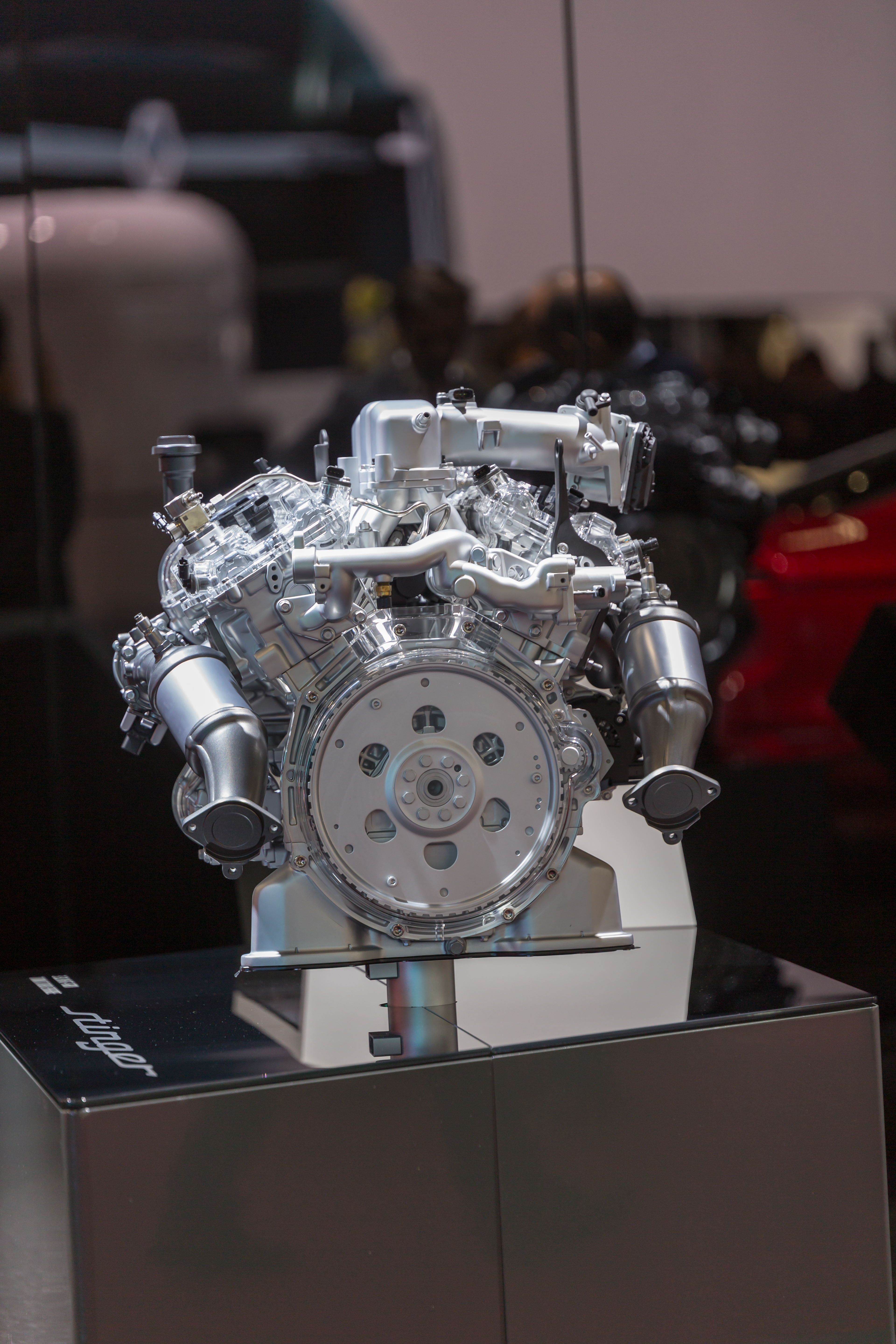
موتور

### مشخصات فنی
- موتور ۲٫۰ لیتری، توربوشارژ، ۴ سیلندر، ۲۵۵ اسب بخار، ۲۶۰ پوند فوت گشتاور
- موتور ۳٫۳ لیتری، توربو دوقلو، ۶ سیلندر، ۳۶۵ اسب بخار و ۳۷۶ پوند فوت گشتاور
- گیربکس ۸ سرعته اتوماتیک با ۵ حالت رانندگی گیربکس ZF
- سیستم کنترل گشتاور (CPA)
- چهار چرخ محرک - چرخ‌های عقبی (RWD) و به صورت سفارشی به هر چهار چرخ (AWD)

### شاسی
- ترمزهای دیسکی برومبو با کالیپر جلو چهار پیستون و کالیپر عقب دو پیستون
- کنترل پایداری دینامیکی (DSDC) با ۵ حالت
- سیستم جلو مک فرسون و سیستم تعلیق عقب چند لینکی
- فرمان برقی (R-MDPS) با ۵ حالت تنظیم
- رینگ آلیاژی ۱۹ اینچی
- بدنه ای با ۵۵ درصد فولاد مقاوم
- ترمزهای هوشمند Brembo

### ابعاد خارجی
- فاصله دو محور: ۱۱۴٫۴ اینچ
- طول: ۱۹۰٫۲ اینچ
- عرض: ۷۳٫۶ اینچ

### ایمنی
- تشخیص برخورد به جلو (FCA)
- سیستم رانندگی خودکار (AEB)
- پیشرفته هوشمند کروز کنترل (ASCC)
- خط‌کشی کمک (LKA)
- تشخیص نقطه کور (BSD)
- هشدار عقب ترافیک صلیب (RCTA)
- ۸ کیسه ایمنی (۲ عدد جلویی، ۲ عدد جانبی، ۲ عدد پرده‌ای، ۲ عدد زانو)
- سیستم کنترل سرعت تطبیقی (Adaptive Cruise Control)
- دوربین نمای اطراف خودرو (AVM)

## فروش
| سال   | کره جنوبی | مکزیک | ایالات متحده | کانادا | اروپا  | استرالیا | سایر  | بین‌المللی |
| ----- | --------- | ----- | ------------ | ------ | ------ | -------- | ----- | --------- |
| ۲۰۱۷  | ۶٬۳۲۲     | ۱۱۸   | ۸۴۳          | ۱۷۲    | ۱٬۲۷۰  | ۵۰۴      | ۸۵    | ۹٬۳۱۴     |
| ۲۰۱۸  | ۵٬۷۰۰     | ۵۲۱   | ۱۶٬۸۰۶       | ۱٬۶۸۲  | ۵٬۷۲۳  | ۱٬۹۵۷    | ۹۵۲   | ۳۳٬۳۴۱    |
| ۲۰۱۹  | ۳٬۶۴۴     | ۳۰۴   | ۱۳٬۸۶۱       | ۱٬۵۶۹  | ۵٬۰۰۸  | ۱٬۷۷۳    | ۷۹۳   | ۲۶٬۹۵۲    |
| ۲۰۲۰  | ۳٬۵۲۵     | ۱۴۳   | ۱۲٬۵۵۶       | ۱٬۱۲۵  | ۲٬۱۷۷  | ۱٬۷۷۸    | ۴۹۰   | ۲۱٬۷۹۴    |
| ۲۰۲۱  | ۳٬۱۶۷     | ۱۳۸   | ۱۳٬۵۱۷       | ۱٬۲۲۹  | ۱٬۶۷۷  | ۱٬۴۰۷    | ۵۹۲   | ۲۱٬۷۲۷    |
| ۲۰۲۲  | ۱٬۹۸۴     | ۷۷    | ۷٬۸۰۹        | ۶۸۸    | ۱٬۱۴۷  | ۲٬۲۴۲    | ۱٬۲۸۷ | ۱۵٬۲۳۴    |
| ۲۰۲۳  | ۴۸۳       | ۴۶    | ۵٬۴۵۲        | ۶۶۹    | ۱٬۳۴۵  | ۱٬۸۰۶    | ۲۱۵   | ۱۰٬۰۱۶    |
| مجموع | ۲۴٬۸۲۵    | ۱٬۳۴۷ | ۷۰٬۸۴۴       | ۷٬۱۳۴  | ۱۸٬۳۴۷ | ۱۱٬۴۶۷   | ۴٬۴۱۴ | ۱۳۸٬۳۷۸   |